# Stiassni
Stiassni byli židovští podnikatelé, kteří působili po dvě generace ve vlnařském průmyslu v Brně.

## Rodinné poměry

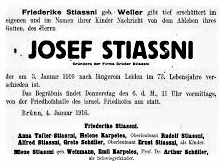
Úmrtní oznámení o zakladateli firmy Stiassni

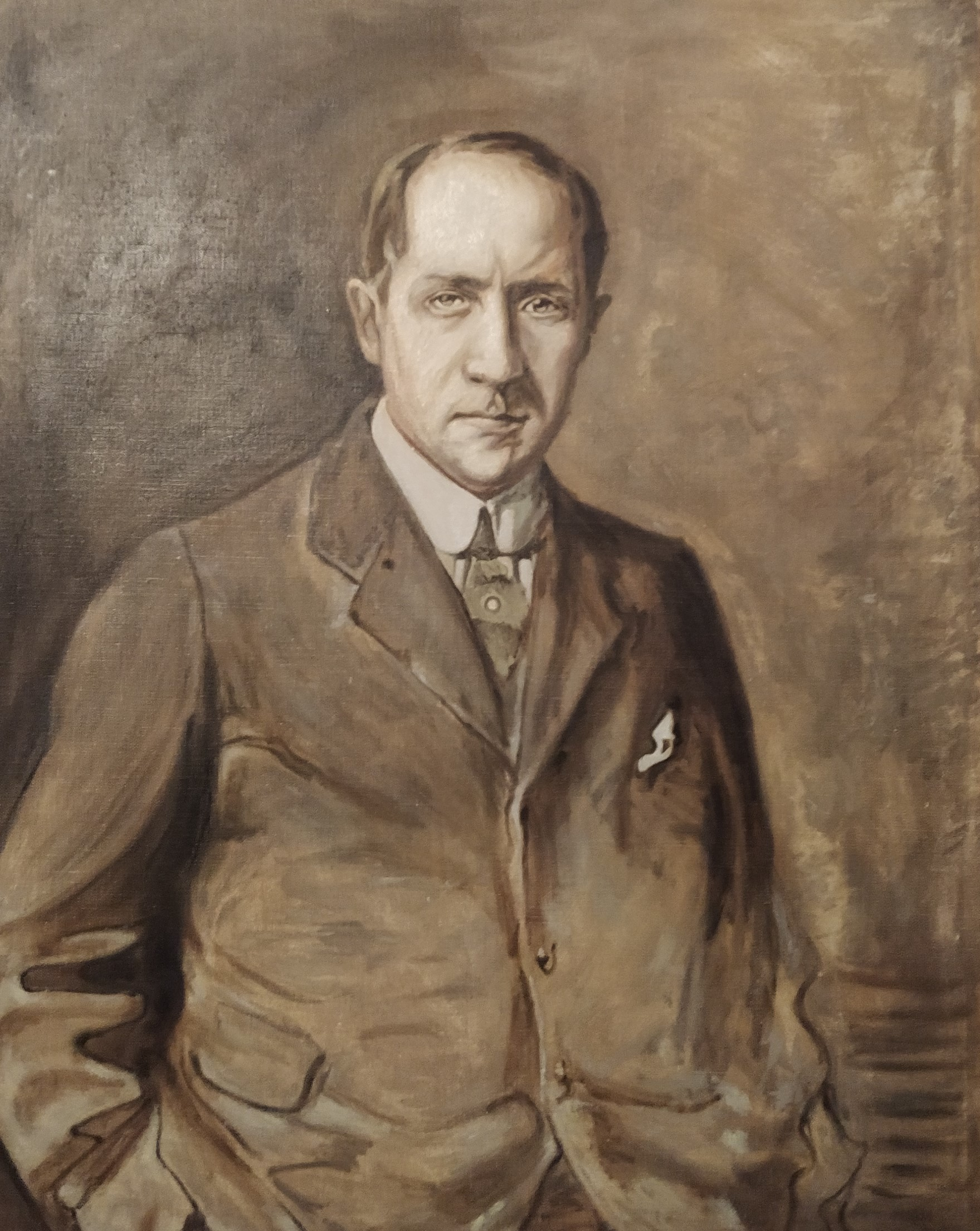
Alfred Stiassni (1883–1961), portrét ve vile Stiassni v Brně

- V 1. generaci: Bratři Josef Stiassni (1846–1916) a Nathan Stiassni (1841–1904) pocházející z Bučovic.

- Ve 2. generaci: Josef Stiassni měl s Friederikou rozenou Weller (1854–1942) šest dětí, všechny se narodily v Brně. Synové Rudolf Robert (1880–1948), Alfred (1883–1962) a Ernst (1887–1962) byli Josefovi následníci v podnikatelské činnosti v Brně, dcery Anna, Helene a Margarethe se provdaly do Vídně.

Manželství Nathana Stiassniho s Theresou rozenou Bock zůstalo bezdětné. Všichni příslušníci 2. generace odešli v roce 1938 i s rodinami do emigrace. V Brně zůstala jen jejich čtyřiaosmdesátiletá matka, kterou potom odvedlo gestapo do terezínského ghetta, kde v roce 1942 zemřela.
- Ve 3. generaci: Rudolfovo manželství bylo bezdětné, Alfredova dcera Susanne se narodila 1923 v Brně, Ernstův syn Josef Ernest se narodil 1917 ve Vídni, Charles Karel 1920 v Brně a dcera Helena (1924). Všechny děti sester Anny, Heleny a Margarethe se narodily ve Vídni a odešly s rodiči v roce 1938 do emigrace.[2]

## Podnikatelská činnost
Zakladatel rodinného podniku Josef Stiassni přišel v 60. letech 19. století z Bučovic do Brna, kde začal spolu se svým bratrem Nathanem s malou vlnařskou dílnou. V roce 1872 byla firma zapsána do obchodního rejstříku s názvem Brüder Stiassni se sídlem (dnešní) Přízova č. 3. Koncem 80. let koupili od podnikatele Borchnera zařízenou na výrobu levných tkanin na pánské oděvy, ve které zpočátku pracovalo asi 200 dělníků. 

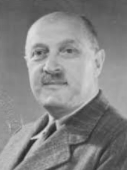
Ernst Stiassni (1887–1962)

Po smrti Nathana Stiassniho byli asi od roku 1907 ve firmě zaměstnáni všichni tři Josefovi synové a od roku 1910 převzali formálně vedení podniku pod názvem Gebrüder Stiassni. Ve 20. letech modernizovali továrnu a rozšířili výrobu se zaměřením na zboží pro náročnější zákazníky (pléd, flanel, sukno).
Rudolf S. se oženil ve Vídni, začátkem 30. let opustil rodinnou firmu a odešel za manželkou.
Podle nepotvrzených údajů zřídili Stiassni v roce 1935 také výrobu a prodej pleteného zboží a roce 1936 měli převzít brněnskou firmu Schwarze (850 zaměstnanců). 
V roce 1938 zaměstnávala firma Bratři Stiassni asi 1500 lidí.
Rodina Stiassnich investovala značnou část zisků do imobilií, především v Brně. K veřejně známým stavbám patři vila Stiassni na Hroznové ulici (tříhektarový pozemek, stavba za 4 miliony korun) a tzv. Bochnerův palác. Pozemky a nájemní domy v hodnotě několika milionů korun vlastnily mimo Alfreda a Ernsta zejména Alfredova manželka Hermina a dcera Zuzana.

## Stiassni a jejich majetek po odchodu do emigrace

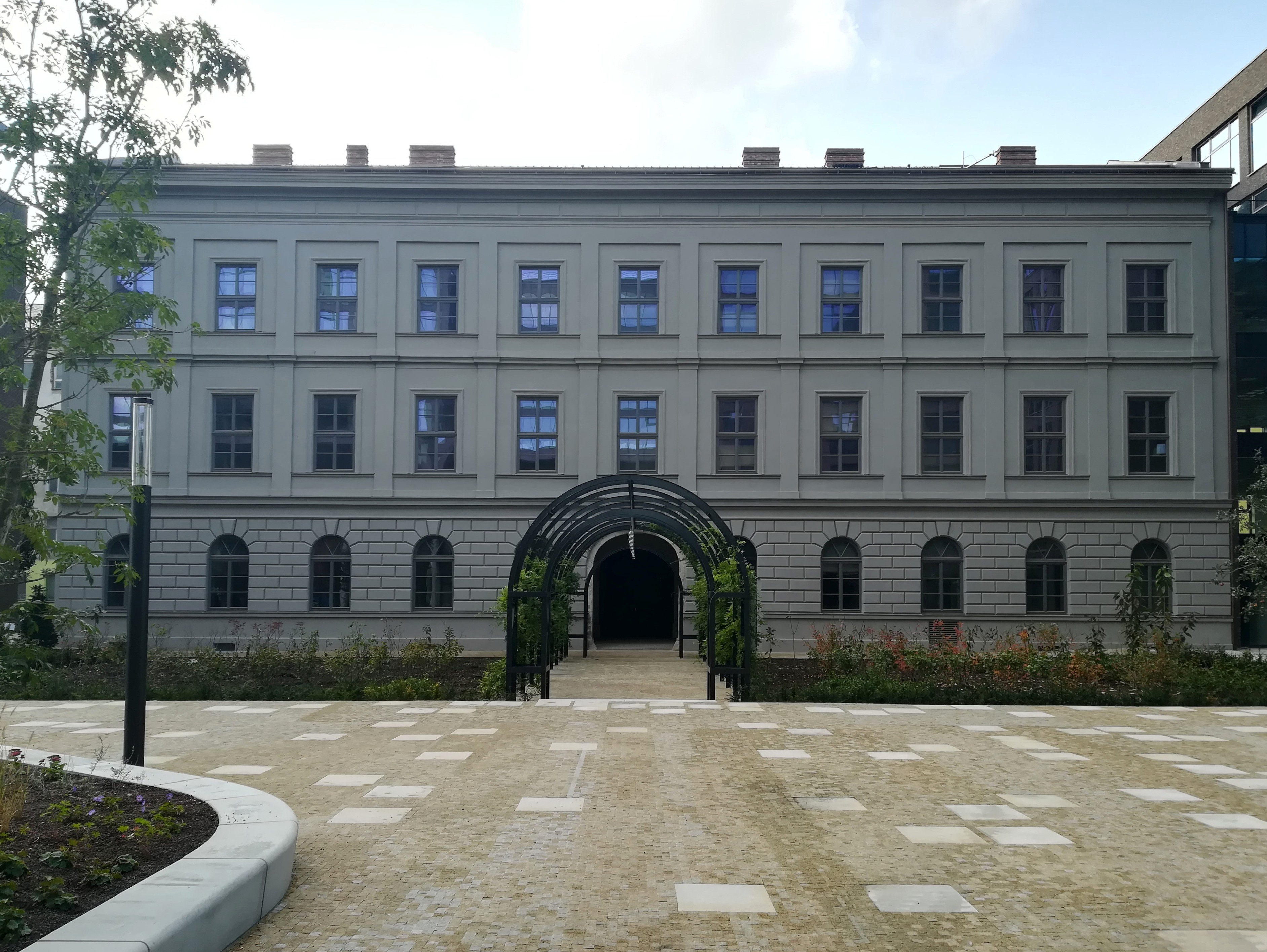
Bochnerův palác (rekonstruován 2019)

Majetek Stiassnich byl v roce 1940 zabaven protektorátními úřady, brněnskou továrnu a Bochnerův palác výhodně koupil varnsdorfský Němec Julius Kunert.
V roce 1945 byl veškerý majetek Stiassnich zestátněn, výrobní zařízení připadla od roku 1949 tehdejšímu národnímu podniku Vlněna, který je využíval až do roku 1989.
O životě (asi padesátičlenné) rodiny Stiassnich v emigraci je veřejně známo jen velmi málo. Příslušníci 3. generace usazení v USA žádali už od 60. let o odškodnění za odcizený rodinný majetek v Československu. Částečného úspěchu dosáhli v roce 1983, kdy dostali na základě dohody mezi vládami Československa a USA vyplacenu náhradu ve výši cca 500 tisíc USD.